# Редукань
Редукань, Редукані (рум. Răducani) — село у повіті Васлуй в Румунії. Входить до складу комуни Лунка-Банулуй.
Село розташоване на відстані 290 км на північний схід від Бухареста, 38 км на схід від Васлуя, 79 км на південний схід від Ясс, 129 км на північ від Галаца.

## Населення
За даними перепису населення 2002 року у селі проживали 2 особи.